# Projektplan
Projektplan (oder Projektmanagementplan) ist ein Begriff aus dem Projektmanagement und hält das Resultat sämtlicher Planungsaktivitäten in einem konsistenten Dokument oder mehreren kohärenten Dokumenten fest.

## Definitionen
- DIN 69901-2009-05: Projektplan als „Gesamtheit aller im Projekt vorhandenen Pläne“
- PRINCE2: Ein Projektplan ist „Ein Plan, der einen groben Überblick über die wichtigsten Produkte des Projekts mit Lieferterminen und Kosten enthält. Ein erster Projektplan wird als Teil der Projektleitdokumentation vorgelegt. Er wird überarbeitet, sobald Informationen über den tatsächlichen Fortschritt vorliegen. Der Lenkungsausschuss benötigt den Projektplan, um feststellen zu können, ob die erzielten Fortschritte den Erwartungen entsprechen.“[1]
- PMBOK Guide: „Der Projektmanagementplan ist das Dokument, das beschreibt, wie das Projekt ausgeführt, überwacht und gesteuert sowie abgeschlossen wird. Er integriert und konsolidiert alle untergeordneten Managementpläne und Basispläne sowie sonstige, für das Management des Projekts notwendige Informationen. Die Bedürfnisse des Projekts bestimmen, welche Komponenten des Projektmanagementplans erforderlich sind.“[2]

## Unterlagen
Ein Projektplan kann beispielsweise jede der folgenden Unterlagen enthalten:
- Projektstrukturplan,
- Meilensteinplan,
- Terminliste,
- Balkenplan,
- Netzplan,

oder jede andere Planungsunterlage
- in Listenform,
- als Graph mit einem Knotennetz,
- als Grafik oder Zeichnung mit bestimmtem Verwendungszweck,
- als Bauzeichnung oder Montageplan,
- als Entwurfsdokument für eine Software,
- als Ausführungsdokument für eine Verkabelung,
- als Einstellunterlage für ein Testprogramm,
- als topografische Karte mit speziellen Einträgen,
- etc.

Es empfiehlt sich, die betreffenden Unterlagen zwischen den Projektpartnern explizit zu benennen und zu vereinbaren. Im Idealfall ändern sich der Projektstrukturplan, der Meilensteinplan und die topografische Karte mit speziellen Einträgen während der Laufzeit eines Projekts nur geringfügig.
Die bekannten Methoden der Terminplanung werden in Abhängigkeit von der Komplexität des Projektes eingesetzt, wobei jede einzelne die anfallenden Projekt-Tätigkeiten spezifisch darstellt. Jeder dieser Pläne wird auf der Grundlage des Projektstrukturplanes erstellt. Zum Steuern der Ressourcen innerhalb des Projektlebenszyklus kommt zusätzlich noch der Meilensteinplan zum Einsatz, der für das Projekt sehr wichtige Ereignisse bzw. Teilergebnisse auflistet.
Bei sehr einfachen Projekten ist es aus Gründen des Aufwands empfehlenswert, lediglich eine schlichte Terminliste als Unterlage für die Terminplanung zu verwenden.

## Varianten
Ein Projektplan kann, je nach Zielvorhaben, verschiedene Varianten beinhalten, die sich auf verschiedene Ziele fokussieren.

### Projektstrukturplan
Beim Projektstrukturplan betrachtet man die einzelnen Elemente und Aufgaben des Plans in einer hierarchischen Darstellung. Es wird der gesamte Leistungsumfang in Teilaufgaben und Arbeitspakete untergliedert, die dann, je nach Relevanz und Gewichtung, einen Platz im hierarchischen Aufbau einnehmen. Die Darstellung sollte möglichst vollständig erfolgen, wobei jedoch der Detaillegrad individuell festgelegt werden muss (eine zu feine Darstellung könnte die Kapazität der visuellen Darstellung sprengen).
Vor einer finalen Darstellung gibt es häufig mehrere Versionen, die beispielsweise bei einem sehr groben Plan beginnen und stückchenweise in feinere Versionen aufgegliedert werden.
Es besteht die Möglichkeit, einzelne Arbeitspakete mit einem PSP-Wert zu kennzeichnen, der die Struktur wiedergibt (aber keinen Einfluss auf einen möglichen zeitlichen Ablauf hat). Alternativ wird dieser Wert als WBS (Work Breakdown Struktur) bezeichnet.
Die geläufigste Darstellungsform ist ein Baumdiagramm.

### Ablaufplan
Beim Ablaufplan geht es darum, den Projektablauf zeitlich und sachlich darzustellen. Statt sich auf die einzelnen Elemente zu fokussieren, geht es hier um Vorgänge und Meilensteine, die im Zusammenhang stehen oder aufeinander aufbauen. Eine mögliche Übersetzung für den Ablaufplan ist „Project Schedule“ oder „Project Network Diagram“.
Mögliche Darstellungsformen sind tabellarisch, als Netzplan oder als Gantt-Diagramm.

### Kostenplan
Der Kostenplan sollte auf Grundlage der Projektkalkulation erfolgen und ist somit erst nach Berechnung der Kosten erstellbar. Er bezieht sich auf die, in der Berechnung, geplanten Kosten und listet auf, welche Leistungen an welchem Zeitpunkt diese beanspruchen.
Die Darstellung erfolgt meistens als Matrix aus vertikaler Gliederung der Projektstruktur und horizontaler Gliederung des zeitlichen Ablaufs.

### Ressourcenplan
Der Ressourcenplan betrachtet die Ermittlung des Bedarfs an Ressourcen, die für das Projekt essentiell sind. Hierbei brauch man einige Standpunkte, an denen sich die Planung anlehnen kann, wie beispielsweise die Organisation des Projekts oder ein Ablaufplan. Beispiele für geläufige Ressourcen sind Eigenpersonal, Fremdpersonal, Maschinen, Räume oder Materialien.
Laut DIN 69902:1987 ist seit 2009 diese Planung unter dem Begriff „Einsatzmittel-Planung“ bekannt und der Wortgebrauch von „Ressourcen“ wird seltener verwendet. DIN 69902:1987 definiert die Einsatzmittel-Planung als das „Festlegen der Einsatzmittel, die für Vorgänge, Arbeitspakete und Projekte benötigt werden“. Weiterhin sieht die DIN-Richtlinie vor, dass Ziele und Randbedingungen zu beachten sind.
Eine Gefahr bei der Ressourcenplanung ist die Überlastung von Ressourcen aufgrund fehlender Ressourcen bei bestimmten Schritten. Je nach Situation kann überlegt werden, ob der Ablaufplan umstrukturiert, gewisse Fähigkeiten priorisiert, der Zeitrahmen verlängert oder die Kapazitäten erhöht werden sollen.
Eine geläufige Darstellungsform ist in einer Tabelle, jedoch können einzelne Ressourcen auch in Kombination mit dem Ablaufplan dargestellt werden und somit Ablaufplan und Ressourcenplan zusammengefasst werden.